# La Vuelta Femenina
La Vuelta Femenina (dawniej Madrid Challenge by La Vuelta) – wieloetapowy szosowy wyścig kolarski kobiet, organizowany w Hiszpanii od 2015 roku. Do 2017 roku był to wyścig jednodniowy (tzw. „klasyk”) rozgrywany w Madrycie. Od 2016 roku jest częścią cyklu najważniejszych zawodów kolarskich dla kobiet – UCI Women’s World Tour.
Najwięcej wygranych w klasyfikacji generalnej wyścigu ma na swoim koncie Holenderka Annemiek van Vleuten, która na najwyższym stopniu podium stawała trzykrotnie.

## Zwycięzcy
Opracowano na podstawie:
| Rok                           | Pierwsze             | Drugie               | Trzecie              |
| ----------------------------- | -------------------- | -------------------- | -------------------- |
| Madrid Challenge by La Vuelta |                      |                      |                      |
| 2015                          | Shelley Olds         | Giorgia Bronzini     | Kirsten Wild         |
| 2016                          | Jolien D’Hoore       | Chloe Hosking        | Marta Bastianelli    |
| 2017                          | Jolien D’Hoore       | Coryn Rivera         | Roxane Fournier      |
| 2018                          | Ellen van Dijk       | Coryn Rivera         | Audrey Cordon-Ragot  |
| 2019                          | Lisa Brennauer       | Lucinda Brand        | Pernille Mathiesen   |
| Challenge by La Vuelta        |                      |                      |                      |
| 2020                          | Lisa Brennauer       | Elisa Longo Borghini | Lorena Wiebes        |
| 2021                          | Annemiek van Vleuten | Marlen Reusser       | Elise Chabbey        |
| 2022                          | Annemiek van Vleuten | Elisa Longo Borghini | Demi Vollering       |
| La Vuelta Femenina            |                      |                      |                      |
| 2023                          | Annemiek van Vleuten | Demi Vollering       | Gaia Realini         |
| 2024                          | Demi Vollering       | Riejanne Markus      | Elisa Longo Borghini |
| 2025                          | Demi Vollering       | Marlen Reusser       | Anna van der Breggen |
| 2026                          |                      |                      |                      |

## Koszulki w wyścigu
- – liderka klasyfikacji generalnej
- – liderka klasyfikacji punktowej
- – liderka klasyfikacji górskiej